# Mr. Rain

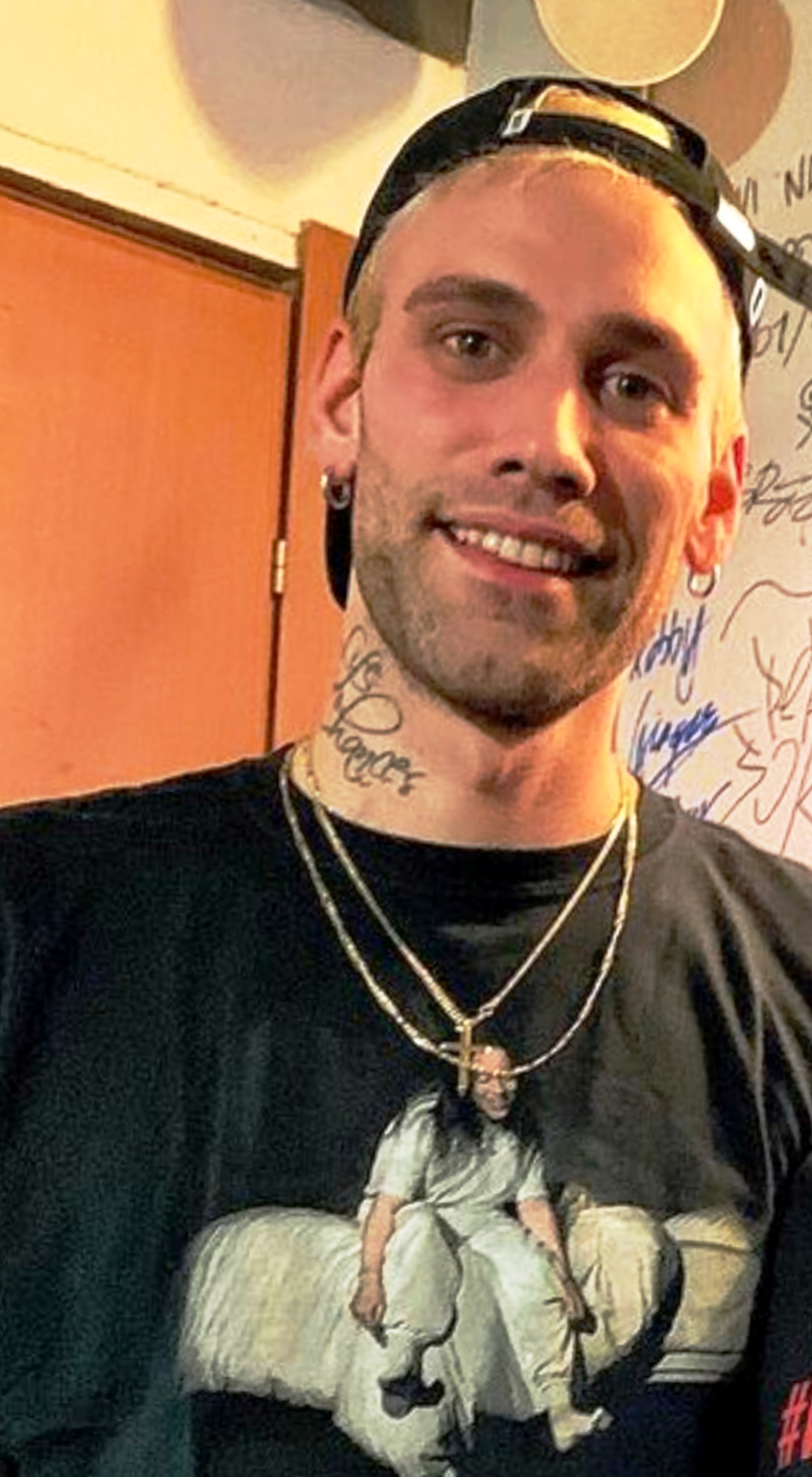
Mr. Rain (2019)

Mr. Rain (* 19. November 1991 als Mattia Balardi in Desenzano del Garda) ist ein italienischer Rapper.

## Werdegang
Balardi interessierte sich seit seiner Jugend für Hip-Hop, eine große Inspiration war dabei Eminem. Ab 2009 schrieb er seine eigenen Songs, 2011 veröffentlichte er das Mixtape Time 2 Eat. 2013 bewarb Mr. Rain sich für die Castingshow X Factor, brach sie allerdings nach den Castings ab. Danach begann er vermehrt öffentlich aufzutreten und trat als Opening Act verschiedener Rapper in Erscheinung, darunter Salmo, Fedez, Emis Killa, Fabri Fibra, Two Fingerz, Mondo Marcio, Gemitaiz, MadMan und Dargen D’Amico. In Eigenproduktion veröffentlichte er 2015 sein erstes Album Memories.
Mit Liedern wie Carillon und Supereroe machte Mr. Rain bei einem breiteren Publikum auf sich aufmerksam und schließlich erhielt er einen Plattenvertrag beim Major-Label Warner. Dort erschien nach der Single I grandi non piangono mai 2018 sein nächstes Album Butterfly Effect, das Platz drei der italienischen Charts erreichte. Besonders erfolgreich war die Single Ipernova. Im selben Jahr war der Rapper im Lied Un domani von Annalisa zu hören. 2019 arbeitete er mit der Sängerin Martina Attili in La somma zusammen.
2020 erschien die Single Fiori di Chernobyl, die sich monatelang in den Charts hielt und Platz zwei erreichen konnte. Im Lied Via di qua arbeitete er mit J-Ax zusammen. 2021 erschien schließlich Mr. Rains zweites Album bei Warner, Petrichor. Dieses enthielt ein Duett mit der britischen Sängerin Birdy. Schon 2022 ließ der Rapper das nächste Album Fragile folgen, das jedoch nur wenig Aufmerksamkeit erhielt.
Beim Sanremo-Festival 2023 trat Mr. Rain mit dem Lied Supereroi auf und erreichte den dritten Platz. Im selben Jahr erschienen die Duette La fine del mondo (mit Sangiovanni) und Un milione di notti (mit Clara).

## Diskografie

### Alben
| Jahr | Titel Musiklabel                                        | Höchstplatzierung, Gesamtwochen, AuszeichnungChartsChartplatzierungen (Jahr, Titel, Musiklabel, Platzierungen, Wochen, Auszeichnungen, Anmerkungen) | Anmerkungen                                                                                    |
| Jahr | Titel Musiklabel                                        | IT | Anmerkungen                                                                                    |
| ---- | ------------------------------------------------------- | --- | ---------------------------------------------------------------------------------------------- |
| 2015 | Memories                                                | — |                                                                                                |
| 2018 | Butterfly Effect Atlantic Records / Warner Music Italy  | IT3 Platin · (40 Wo.)IT | Erstveröffentlichung: 26. Januar 2018 inkl. Neuauflage Butterfly Effect 2.0 Verkäufe: + 50.000 |
| 2021 | Petrichor Atlantic Records / Warner Music Italy         | IT5 Platin · (41 Wo.)IT | Erstveröffentlichung: 12. Februar 2021 Verkäufe: + 50.000                                      |
| 2022 | Fragile Atlantic Records / Warner Music Italy           | IT17 (2 Wo.)IT | Erstveröffentlichung: 18. März 2022                                                            |
| 2024 | Pianeta di Miller Atlantic Records / Warner Music Italy | IT2 Gold · (28 Wo.)IT | Erstveröffentlichung: 1. März 2024 Verkäufe: + 25.000                                          |

### Singles (Auswahl)
| Jahr | Titel Album                                | Höchstplatzierung, Gesamtwochen, AuszeichnungChartplatzierungen (Jahr, Titel, Album, Platzierungen, Wochen, Auszeichnungen, Anmerkungen) | Höchstplatzierung, Gesamtwochen, AuszeichnungChartplatzierungen (Jahr, Titel, Album, Platzierungen, Wochen, Auszeichnungen, Anmerkungen) | Anmerkungen                                                                                      |
| Jahr | Titel Album                                | IT | CH | Anmerkungen                                                                                      |
| --- | ------------------------------------------ | --- | --- | ------------------------------------------------------------------------------------------------ |
| 2015 | Tutto quello che ho Memories               | IT— GoldIT | — | Erstveröffentlichung: 29. April 2015 Verkäufe: + 25.000                                          |
| 2015 | Carillon Memories                          | IT— ×2DoppelplatinIT | — | Erstveröffentlichung: 18. Dezember 2015 Verkäufe: + 100.000                                      |
| 2016 | Supereroe –                                | IT— GoldIT | — | Erstveröffentlichung: 27. Juni 2016 Verkäufe: + 25.000                                           |
| 2017 | I grandi non piangono mai Butterfly Effect | IT61 Platin · (3 Wo.)IT | — | Erstveröffentlichung: 27. Januar 2017 Verkäufe: + 50.000                                         |
| 2018 | Ipernova Butterfly Effect                  | IT7 ×2Doppelplatin · (29 Wo.)IT | — | Erstveröffentlichung: 5. Januar 2018 Verkäufe: + 100.000                                         |
| 2018 | Ops Butterfly Effect 2.0                   | IT33 Platin · (2 Wo.)IT | — | Erstveröffentlichung: 18. Mai 2018 Verkäufe: + 70.000                                            |
| 2018 | Un domani Bye Bye                          | IT36 Platin · (16 Wo.)IT | — | Erstveröffentlichung: 24. August 2018 Annalisa feat. Mr. Rain Verkäufe: + 50.000                 |
| 2019 | La somma –                                 | IT44 Gold · (5 Wo.)IT | — | Erstveröffentlichung: 17. Mai 2019 feat. Martina Attili Verkäufe: + 25.000                       |
| 2020 | Fiori di Chernobyl Petrichor               | IT2 ×3Dreifachplatin · (34 Wo.)IT | — | Erstveröffentlichung: 13. März 2020 Verkäufe: + 300.000                                          |
| 2020 | 9.3 Petrichor                              | IT42 Platin · (13 Wo.)IT | — | Erstveröffentlichung: 12. Juni 2020 Verkäufe: + 70.000                                           |
| 2020 | Via di qua SurreAle                        | IT38 Gold · (12 Wo.)IT | — | Erstveröffentlichung: 9. Oktober 2020 mit J-Ax Verkäufe: + 35.000                                |
| 2021 | Non c’è più musica Petrichor               | IT71 (1 Wo.)IT | — | Erstveröffentlichung: 15. Januar 2021 feat. Birdy                                                |
| 2023 | Supereroi Pianeta di Miller                | IT2 ×6Sechsfachplatin · (57 Wo.)IT | CH6 (8 Wo.)CH | Erstveröffentlichung: 8. Februar 2023 Verkäufe: + 600.000; Beitrag für das Sanremo-Festival 2023 |
| 2023 | La fine del mondo Pianeta di Miller        | IT30 ×2Doppelplatin · (24 Wo.)IT | — | Erstveröffentlichung: 12. Mai 2023 Verkäufe: + 200.000; mit Sangiovanni                          |
| 2023 | Un milione di notti Pianeta di Miller      | IT17 Platin · (19 Wo.)IT | — | Erstveröffentlichung: 20. Oktober 2023 Verkäufe: + 100.000; mit Clara                            |
| 2024 | Due altalene Pianeta di Miller             | IT10 Platin · (15 Wo.)IT | CH80 (1 Wo.)CH | Erstveröffentlichung: 7. Februar 2024 Verkäufe: + 100.000; Beitrag zum Sanremo-Festival 2024     |
| Folgende Lieder erschienen nicht als Single, wurden aber durch das Album zum Download und Streaming bereitgestellt und konnten somit eine Platzierung erlangen: |                                            | | |                                                                                                  |
| |                                            | | |                                                                                                  |
| 2021 | Meteoriti Petrichor                        | IT46 Platin · (10 Wo.)IT | — | Verkäufe: + 70.000                                                                               |
| 2021 | A forma di origami Petrichor               | IT97 (1 Wo.)IT | — |                                                                                                  |

## Belege
1. ↑  Emanuela Italia: Chi è Mr. Rain: Biografia, Età, Altezza, Instagram e Sanremo 2023 | Chiecosa. In: ChieCosa.it. 9. Februar 2023, abgerufen am 10. Februar 2023 (italienisch).
2. ↑  Alben von Mr. Rain. In: Italiancharts.com. Hung Medien, abgerufen am 21. Oktober 2022.
3. 1 2 3 4 5 6 7 8 9 10 11 12 13 14 15 16 17 18 19  Certificazioni. FIMI, abgerufen am 11. September 2024 (italienisch).
4. ↑  Archivio classifiche Top Singoli. FIMI, abgerufen am 11. September 2024 (italienisch). / Mr. Rain in der Schweizer Hitparade. Hung Medien, abgerufen am 29. April 2024.

| Personendaten    | Personendaten                 |
| ---------------- | ----------------------------- |
| NAME             | Mr. Rain                      |
| ALTERNATIVNAMEN  | Balardi, Mattia (Geburtsname) |
| KURZBESCHREIBUNG | italienischer Rapper          |
| GEBURTSDATUM     | 19. November 1991             |
| GEBURTSORT       | Desenzano del Garda, Italien  |